# هيو مكينون (سياسي)
هيو مكينون هو سياسي كندي، ولد في 21 أبريل 1885 في كينورا في كندا، وتوفي في 10 أبريل 1944 في أوتاوا في كندا. حزبياً، نشط في الحزب الليبرالي الكندي. وقد انتخب عضو مجلس العموم الكندي.